# Фокшей Ярослав Юрійович
Яросла́в Ю́рійович Фокшей — солдат резерву Збройних сил України.
Станом на вересень 2014-го — помічник гранатометника, рота охорони батальйону «Донбас», псевдо «Аббат».

## Нагороди
За особисту мужність і героїзм, виявлені у захисті державного суверенітету та територіальної цілісності України, вірність військовій присязі під час російсько-української війни
- нагороджений орденом «За мужність» III ступеня (25.3.2015).